# Co Westerik
Jacobus "Co" Westerik (La Haya, 2 de marzo de 1924 – Rotterdam, 10 de septiembre de 2018) fue un artista visual holandés.

## Biografía

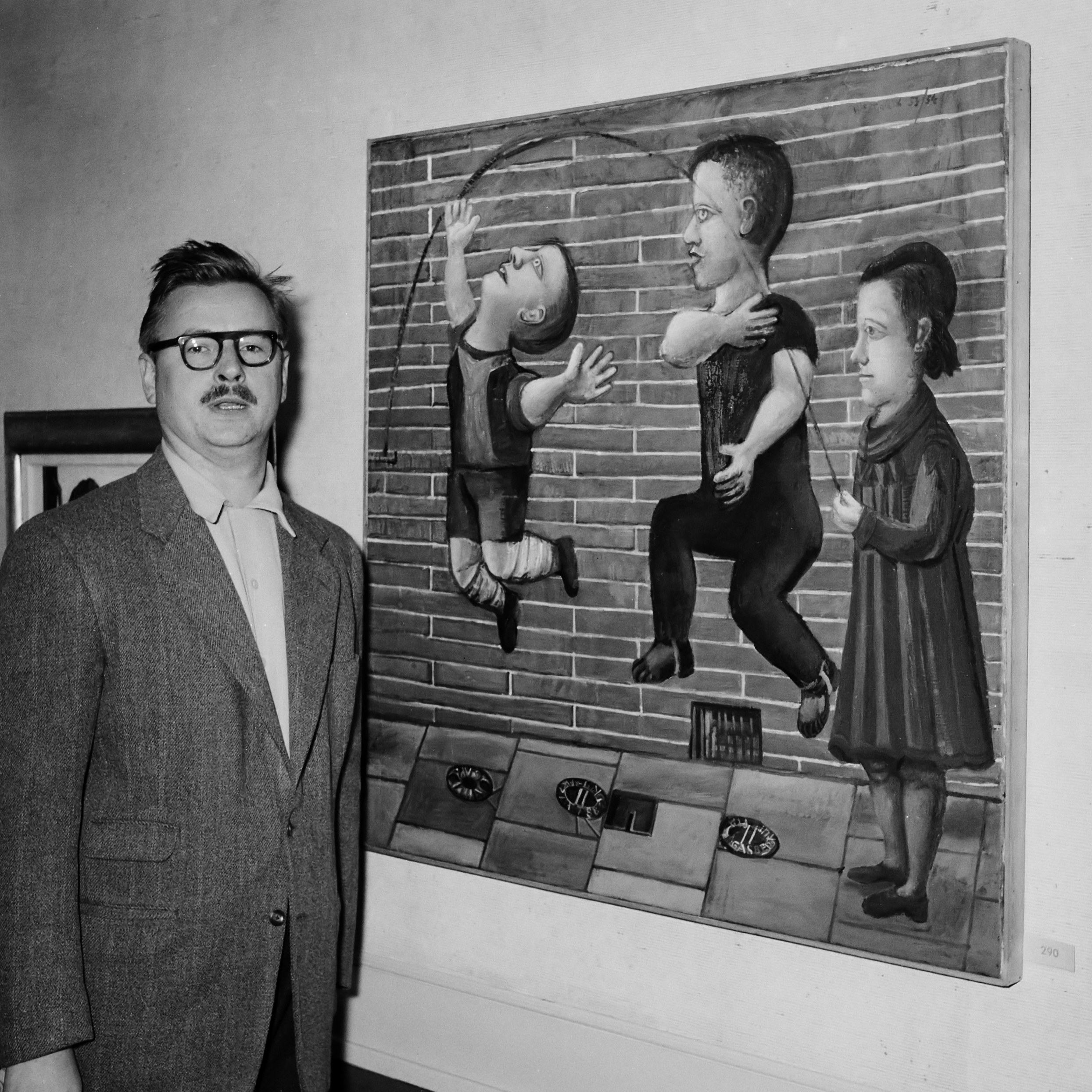
Westerik en 1955

Westerik estudió en la Academia Real de Arte de La Haya de 1942 a 1947. Después de graduarse, viajó a los Estados Unidos en 1948. A su vuelta a los Países Bajos, se instaló como artista independiente en La Haya. Junto a artistas como Herman Berserik, Jan van Heel, Willem Hussem y Jaap Nanninga, fundaron en 1951 la Escuela Nueva Haya, grupo artístico que se disolvió en 1957.
De 1954 a 1958, Westerik fue profesor lector en la Escuela Internacional y en la Escuela Internacional de Alemán de La Haya,y de 1955 a 1958 también en el Vrije Academie voor Beeldende Kunsten de La Haya. Entre 1958 a 1971, fue profesor lector de pintura figurativa en la Academia Real de Arte de La Haya y, entre 1960 y 1970, Westerik también dio clases en la Ateliers '63 de Haarlem. En 1971, se trasladó a Rotterdam, a la vez que creaba un estudio en el sur de Francia.
Westerik fue premiado con el Premio Jacob Maris en tres ocasiones (1951 y 1955 como pintor y en 1953 como dibujante). También recibió el Premio Rembrandt de la ciudad de Leiden, El Premio Nacional de Artes Visuales y Arquitectura, el Premio Cultural del Sur de Holanda y el Premio Hendrik Chabot de la Prins Bernhard Cultuurfonds. En 1999, fue ordenado Caballero de la Orden del León Neerlandés y en 2005 fue nombrado miembro honorario de Pulchri Studio.